# Orden de la Corona Wéndica

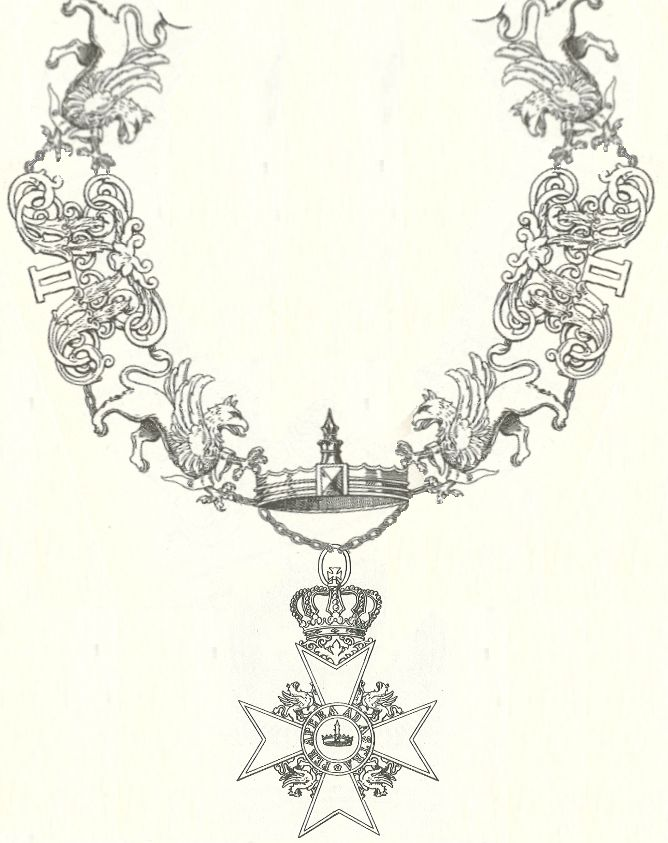
Cadena de la versión de la orden de Mecklemburgo-Schwerin.

La Orden de la Corona Wéndica (en alemán: Hausorden der Wendischen Krone) fue una orden de la Casa de Mecklemburgo, instituida conjuntamente el 12 de mayo de 1864 por el Gran Duque Federico Francisco II de Mecklemburgo-Schwerin y el Gran Duque Federico Guillermo de Mecklemburgo-Strelitz.
La orden tenía cuatro clases:
- Gran Cruz en dos subclases, con corona en oro y, más exclusivamente, con corona en gema
- Gran Comandante
- Comandante
- Caballero

También se otorgaron Cruces al Mérito en oro y plata.

## Miembros notables
- Jorge V del Reino Unido (Gran Cruz)[3]
- Nicolás II de Rusia (Gran Cruz)
- Juliana de los Países Bajos (Gran Cruz)
- Haakon VII de Noruega (Gran Cruz)
- Jorge I de Grecia (Gran Cruz)
- Alejandro I de Yugoslavia (Gran Cruz)
- Leopoldo II de Bélgica (Gran Cruz)